# Beni Suef
Beni Suef (Arabo: بني سويف , Banī suwayf) è una città dell'Egitto, capoluogo del governatorato omonimo. Sorge sulla riva sinistra del Nilo, a circa 115 km a sud della capitale Il Cairo.
Lo sviluppo di Beni Suef è stato negativamente influenzato dalla vicinanza del Cairo, che ne ha impedito l'espansione. La città è comunque ben collegata ad altri centri urbani dell'Egitto attraverso la rete stradale e quella ferroviaria e i collegamenti fluviali.
Circa 15 km a ovest della città si trova l'antica città di Eracleopoli, che sotto la IX e X dinastia (circa tra il 2160 e il 2040 a.C.) fu la capitale del Basso e Medio Egitto. 35 km a nord di Beni Suef si trova anche il sito archeologico di Meidum, sede di una necropoli egizia risalente al Regno Antico e di una piramide attribuita a Snefru, sovrano della IV dinastia.